# Un alt Crăciun
Un alt Crăciun este un film românesc din 2012 regizat de Tudor Giurgiu. Rolurile principale au fost interpretate de actorii Marius Ionuț Păcurar, Maria Seles, Ovidiu Crișan.

## Distribuție
Distribuția filmului este alcătuită din:
- Ovidiu Crișan
- Adrian Cucu
- Anca Hanu
- Ramona Dumitrean
- Marius Ionuț Păcurar
- Maria Seleș